# Hjarnø Sund
Hjarnø Sund är ett sund i Danmark. Det ligger i Region Mittjylland, i den centrala delen av landet, 160 km väster om Köpenhamn. Sundet går mellan Hjarnø och fastlandet och är ett av inloppen till Horsens Fjord.